# 阿尔塔纳 (卡斯特利翁省)
阿尔塔纳，是西班牙瓦伦西亚自治区卡斯特利翁省的一个市镇。总面积36平方公里，总人口1870人（2001年），人口密度52人/平方公里。